# Членистые
Чле́нистые (лат. Articulata) — полифилетическая группа животных, ранее использовавшаяся в качестве таксономической. Набор таксонов, которые относили к членистым, в ходе истории претерпевал значительные изменения.

## Развитие представлений
Впервые группа Articulata была предложена в XIX веке французским зоологом Жоржем Кювье (в качестве одного из четырёх кювьеровских типов животных, наряду с позвоночными, лучистыми и мягкотелыми). В варианте Кювье группа включала червей (Vermes) и членистоногих (Arthropoda).
В романе Ж. Верна «Двадцать тысяч лье под водой» описаны 4 класса членистых.
В ранге типа Articulata продолжали фигурировать вплоть до середины XX века, хотя уже в несколько ином составе: к тому времени были отвергнуты представления о единстве группы Vermes. В трактовке советского зоолога В. Н. Беклемишева членистые включали лишь кольчатых червей, тихоходок, онихофор, пятиусток и членистоногих (в ранге подтипов). Основой гипотезы Articulata этот исследователь полагал гомологию сегментного строения представителей.
В настоящее время гипотеза Articulata вытеснена имеющей более широкую поддержку гипотезой Ecdysozoa. Однако некоторые зоологи (к примеру: О. М. Иванова-Казас) продолжают поддерживать теорию Articulata, как общую группу для панартропод и кольчатых червей. В качестве симплезиоморфий они указывают:
1. Наличие спирального дробления у полихет, морских пауков и ракообразных (некоторые его элементы сохраняются у ногохвосток и скорпионов).
2. Наличие щелевидного бластопора, из переднего конца которого развивается рот, а из заднего анус, у полихет и онихофор (у некоторых ракообразных он распадается на два бластопора).
3. Наличие трёхчленной личинки у полихет (трохофора), морских пауков (протонимфон) и ракообразных (науплюс).
4. Наличие телобластов у полихет и ракообразных (у других групп животных они не встречаются).
5. Наличие метамерии.
6. Наличие крупных метамерных целомов (у панартропод на эмбриональной стадии).
7. Наличие у кольчатых червей и онихофор метамерных метанефридиев (у членистоногих их число сильно уменьшено).
8. Наличие метамерных конечностей: лобоподообразных у онихофор и некоторых полихет (пескожил), или же параподиообразных у большинства полихет и динокарид.
9. Способность линять под действием экдизона (среди кольчатцов показано на медицинской пиявке).
10. Устройство нервной системы в виде окологлоточного кольца и брюшной нервной цепочки.
11. Совпадение положения презумптивных зачатков в яйце относительно анимально-вегетативной оси (различия в презумптивном значении бластомеров объясняется изменением угла оси первого деления относительно анимально-вегетативной оси).
12. Существование различных по типам закладки лавральной и постлавральной мезодермы[5][6][7][8].